# Silene froedinii
Silene froedinii är en nejlikväxtart som beskrevs av K. H. Rechinger. Silene froedinii ingår i släktet glimmar, och familjen nejlikväxter. Inga underarter finns listade i Catalogue of Life.